# Абуко
Абуко (англ. Abuko) — город в Гамбии, в округе Западный округ.

## Описание
Город расположен в районе Северный Комбо (Комбо-Сент-Мэри) в 10 километрах к юго-западу от столицы Банжул и к северу от международного аэропорта Банжула. Ближайший крупный город — Серекунда находится в 4,5 км к северо-западу. По данным переписи 2012 года городе проживает 6572 человека. Район вокруг Абуко густонаселён: 1056 человек на квадратный километр.
В городе находится футбольный клуб Абуко Юнайтед.
К югу расположен природный заповедник Абуко площадью 105 га, созданный в 1968 году. Это самая посещаемая туристическая достопримечательность Гамбии, которую ежегодно посещают более 30000 человек. Рядом с ручьем Ламин находится тропический лес, который дальше от воды сменяется гвинейской саванной. В заповеднике обитают многие виды птиц, четыре вида приматов и множество рептилий.
Абуко находится на высоте 15 метров над уровнем моря. Окрестности в основном равнинные. Самая высокая точка имеет высоту 26 метров. Растительность вокруг города почти полностью состоит из полей.
Климат саванны. Средняя температура составляет 24 °C. Самый жаркий месяц — апрель, а самый холодный месяц — июль. Среднее годовое количество осадков составляет 1148 миллиметров. Самый влажный месяц - август, а самый сухой месяц - февраль.